# Brezova (Kraljevo)
Brezova (Servisch cyrillisch Брезова) is een plaats in de Servische gemeente Kraljevo. De plaats telt 482 inwoners (2002).